# Fontaneto d'Agogna
Fontaneto d'Agogna är en ort och kommun i provinsen Novara i regionen Piemonte i Italien. Kommunen hade 2 651 invånare (2018).